# Kek-Lok-Tempel

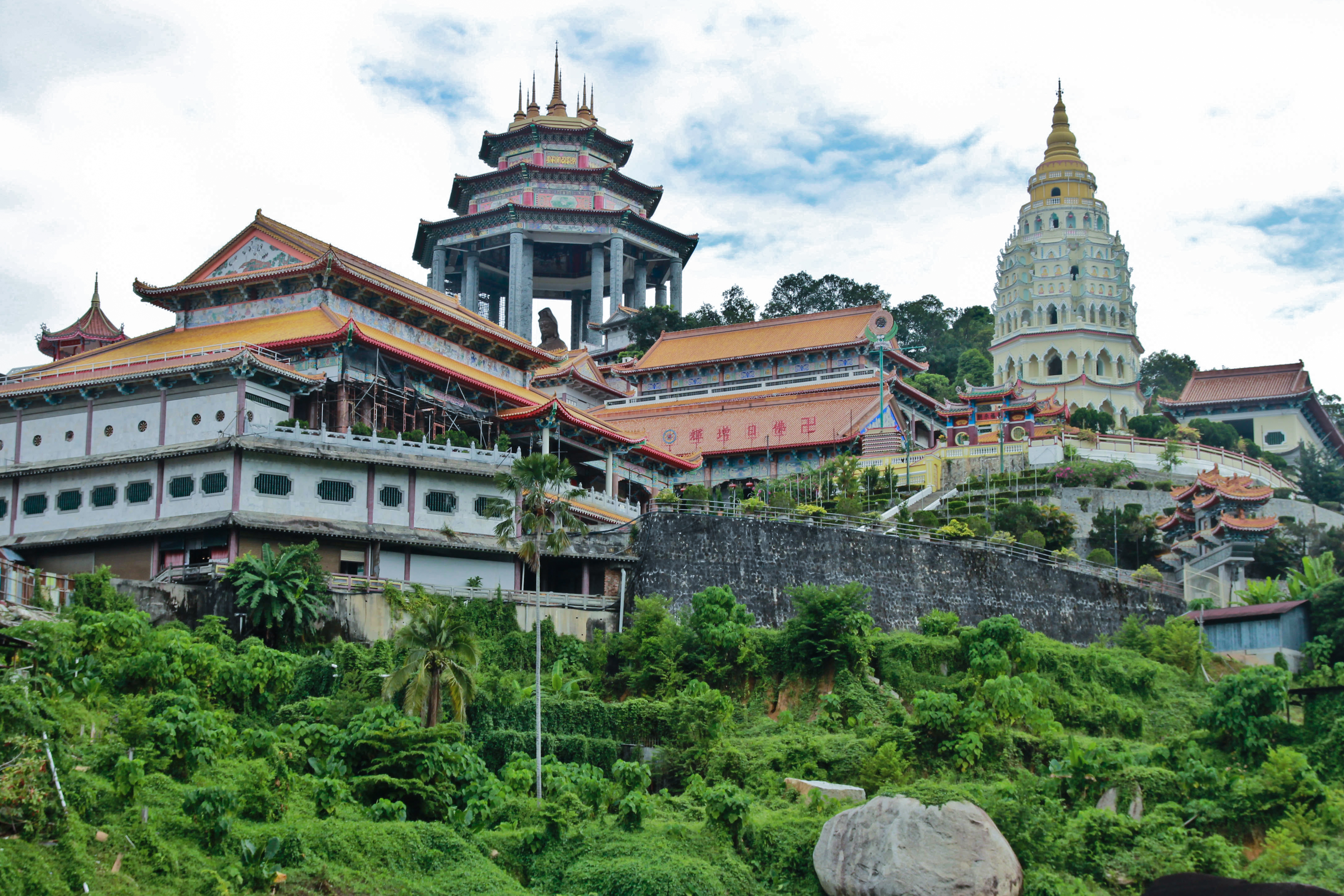
Kek-Lok-Tempel, Penang, Malaysia

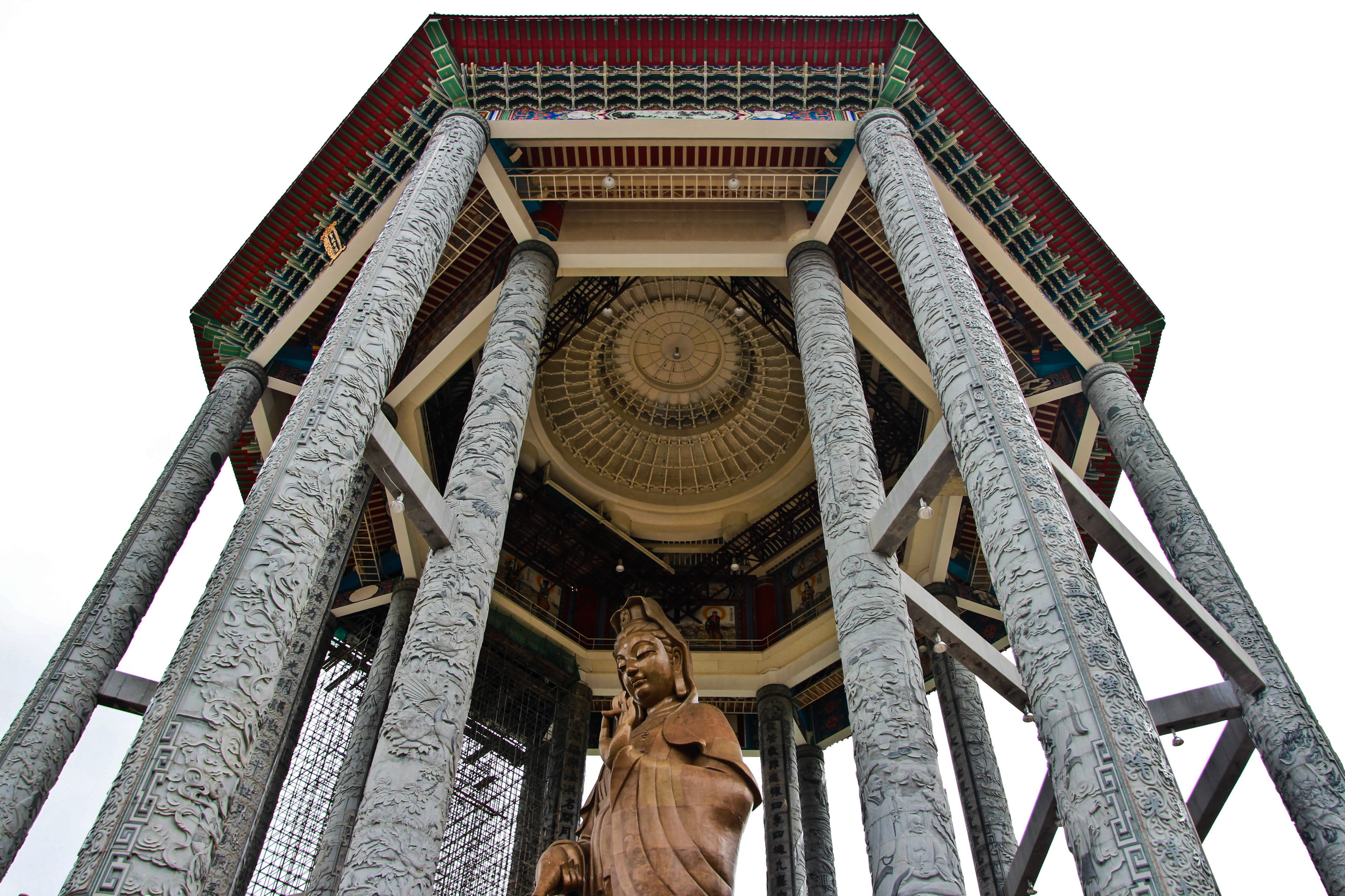
Die Statue der Kuan Yin

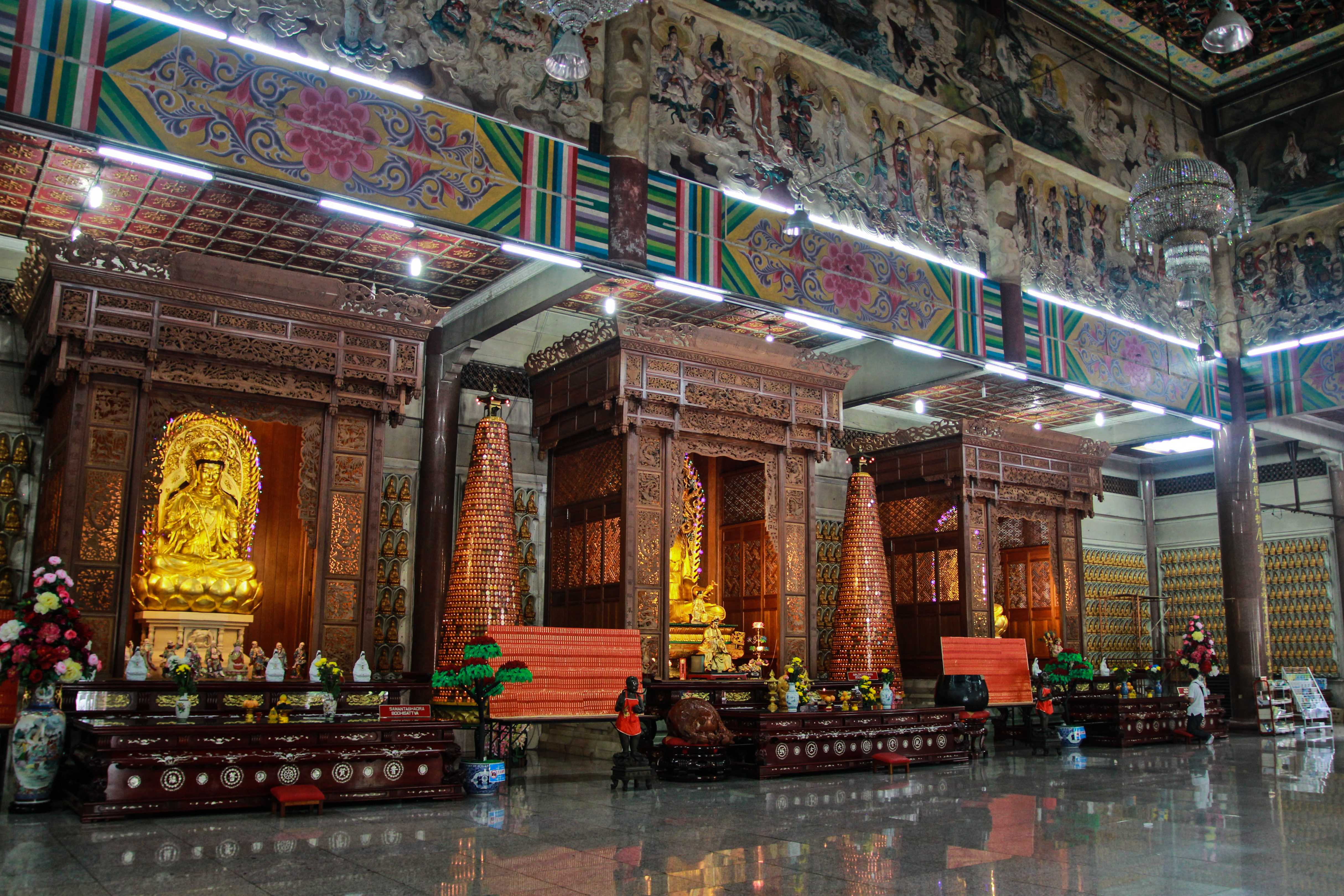
Innenraum des Tempels

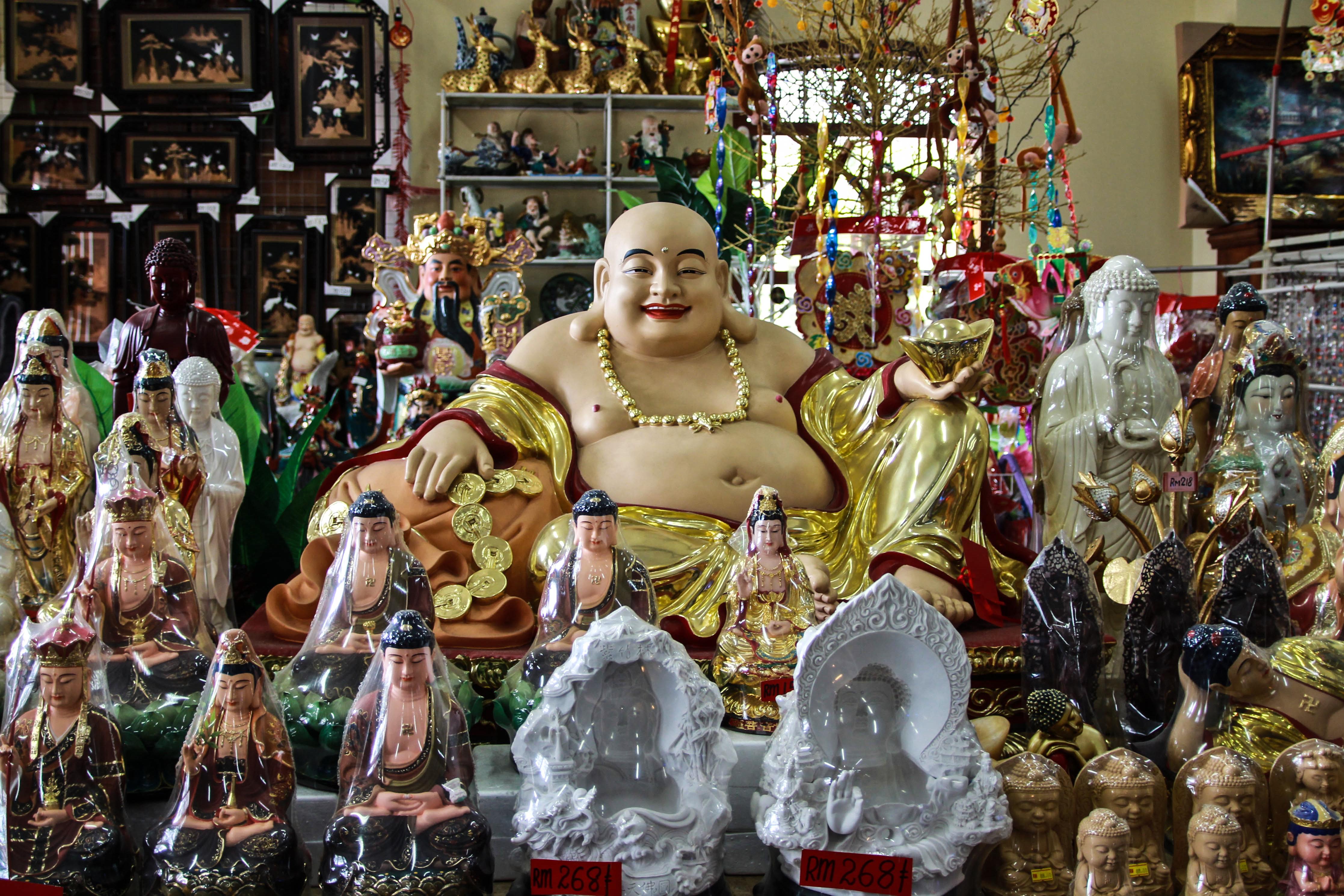
Andenken-Laden

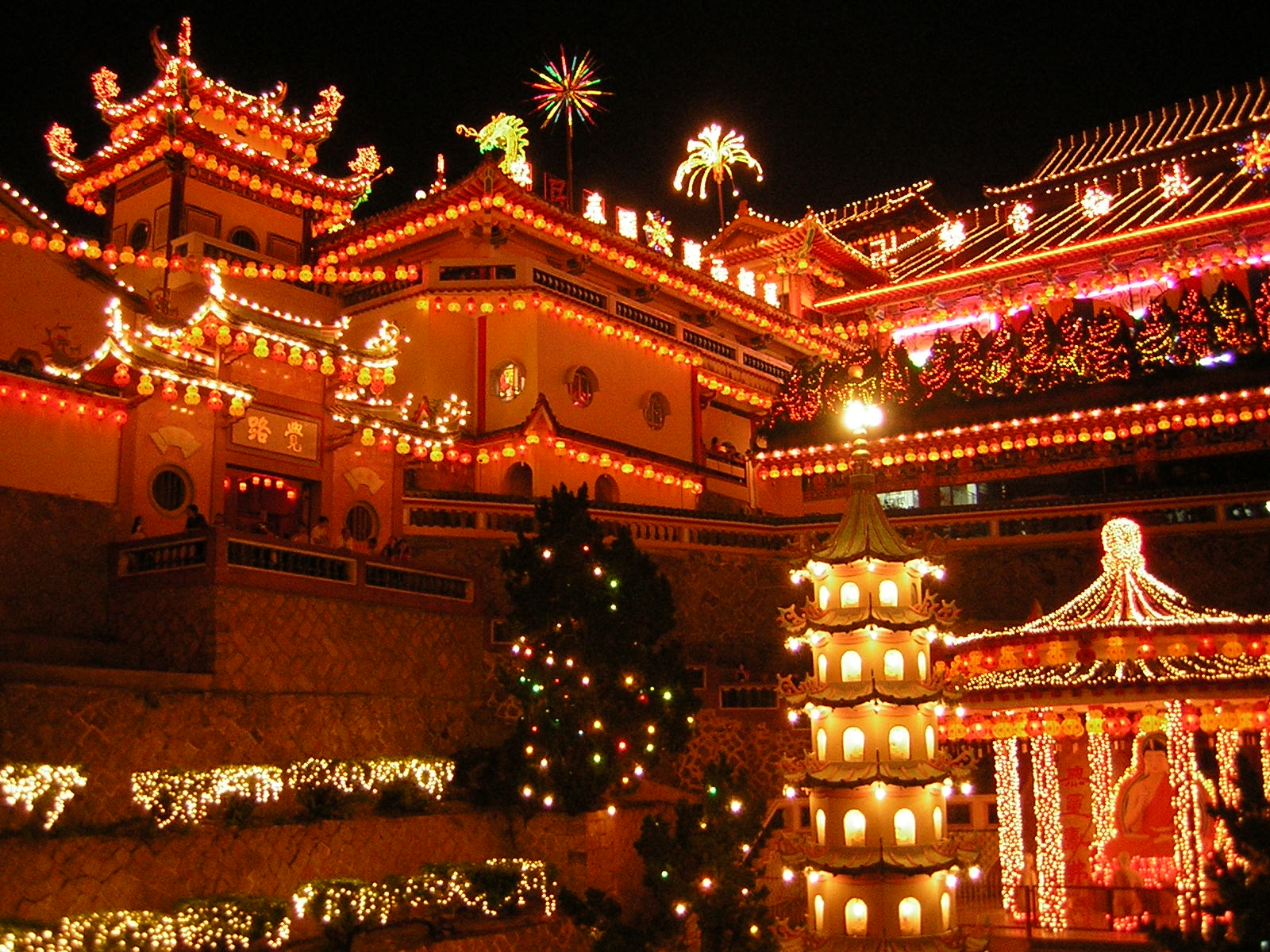
Festliche Beleuchtung des Tempels in den 30 Nächten nach dem Chinesischen Neujahrsfest

Der Kek-Lok-Si-Tempel (Hokkien: Kek Lok Si, Kurzzeichen: 极乐寺; Langzeichen: 極樂寺, Pinyin Jílè sì, W.-G.: Chi-le Ssu.) ist eine chinesisch-buddhistische Kultstätte in Air Itam, einem Vorort von George Town auf der Insel Penang. Er ist einer der größten Tempel seiner Art in ganz Südostasien und gilt als größter buddhistischer Tempel in Malaysia. Sein Name lässt sich mit „Tempel des Höchsten Glücks“ übersetzen.
Sowohl Architektur als auch die Aktivitäten der Gläubigen lassen dabei eine Verschmelzung von buddhistischen Glaubensinhalten mit daoistischen Ritualen und Wahrsagerei erkennen.

## Geschichte
Die Errichtung des Tempels begann 1890, er konnte nach mehr als zwanzigjähriger Bauzeit eingeweiht werden. Im Jahr 1930 wurde die Pagode der 10.000 Buddhas fertiggestellt, die über mehrere Jahrzehnte die prägende Struktur der Anlage blieb. Umfangreiche Spenden, insbesondere aus der unternehmerisch erfolgreichen chinesischen Bevölkerung Malaysias, ermöglichten jedoch einen weiteren Ausbau der Anlage, der auch bis zum heutigen Tage nicht abgeschlossen ist.
In diesem Sinne ist der Kek Lok Si ein Tempel, dessen Bauphase noch immer andauert. Im Jahr 2002 konnte eine 30 m hohe Bronzestatue eingeweiht werden, die gemeinsam mit der Pagode nachhaltig das Erscheinungsbild des Tempels prägt. Von 2005 bis 2009 wurde ein Pavillon zum Schutz der Statue erbaut. Die aufwändige Konstruktion ruht auf 16 mit Reliefs geschmückten sogenannten Drachensäulen und besteht aus drei konzentrischen oktogonalen Dächern. Die festliche Einweihung des neuen Gebäudes fand am 6. Dezember 2009 statt.

## Der Kek Lok Si heute
In der Regel nähert sich der Besucher dem Tempel durch langgezogene Wandelgänge, die zahlreichen Läden (mit einem oft sehr weltlichen Angebot) Platz bieten. Er passiert dabei auch einen sogenannten Liberation Pond, einen Teich, in dem Schildkröten in eine (wenn auch umgrenzte) Freiheit entlassen wurden, um damit das eigene Karma aufzubessern.
Es folgen mehrere große Andachtshallen, die der Verehrung Buddhas, der Bodhisattvas und volkstümlicher chinesischer Gottheiten dienen. Neben den zum Teil vergoldeten Statuen finden sich Halbreliefs, Ketten von Lampions und aufwändige Holzkonstruktionen, die durch Bilder und abstrakte Malereien verziert sind.
Die Pagode der Zehntausend Buddhas ist ein siebenstöckiges, 30 m hohes Gebäude, das Baustile verschiedener buddhistischer Länder in sich vereinigt: die Basis gilt als chinesisch, der Mittelbau der thailändischen und die Spitze der burmesischen Architektur entlehnt.
Ein Aufzug befördert die Besucher gegen eine Gebühr von RM 6 (ca. 1,20 Euro) zu einer erhöhten Plattform, wo sich ein Teich mit zahlreichen Koi-Karpfen und schließlich die Statue der Kuan Yin befinden. Diese kann als Göttin der Gnade, aber auch als Bodhisattva des Mitgefühls interpretiert werden.

### Besondere Feierlichkeiten
Der Tempel ist Mittelpunkt zahlreicher Feste der chinesischen Bevölkerung auf Penang. Besonders eindrucksvoll sind die Feierlichkeiten zum Chinesischen Neujahrsfest: für einen Zeitraum von 30 Tagen bleibt der Tempel bis spät in den Abend geöffnet und wird dabei von mehreren tausend Lampen in ein einzigartiges Lichtermeer verwandelt.